# Diocese de Abaetetuba
A Diocese de Abaetetuba (Dioecesis Abaëtetubensis) é uma circunscrição eclesiástica da Igreja Católica no Brasil, pertencente à Província Eclesiástica de Belém do Pará e ao Conselho Episcopal Regional Norte II da Conferência Nacional dos Bispos do Brasil, sendo sufragânea da Arquidiocese de Belém do Pará. A sé episcopal está na catedral de Nossa Senhora Imaculada Conceição, na cidade de Abaetetuba, no estado do Pará.

## Histórico

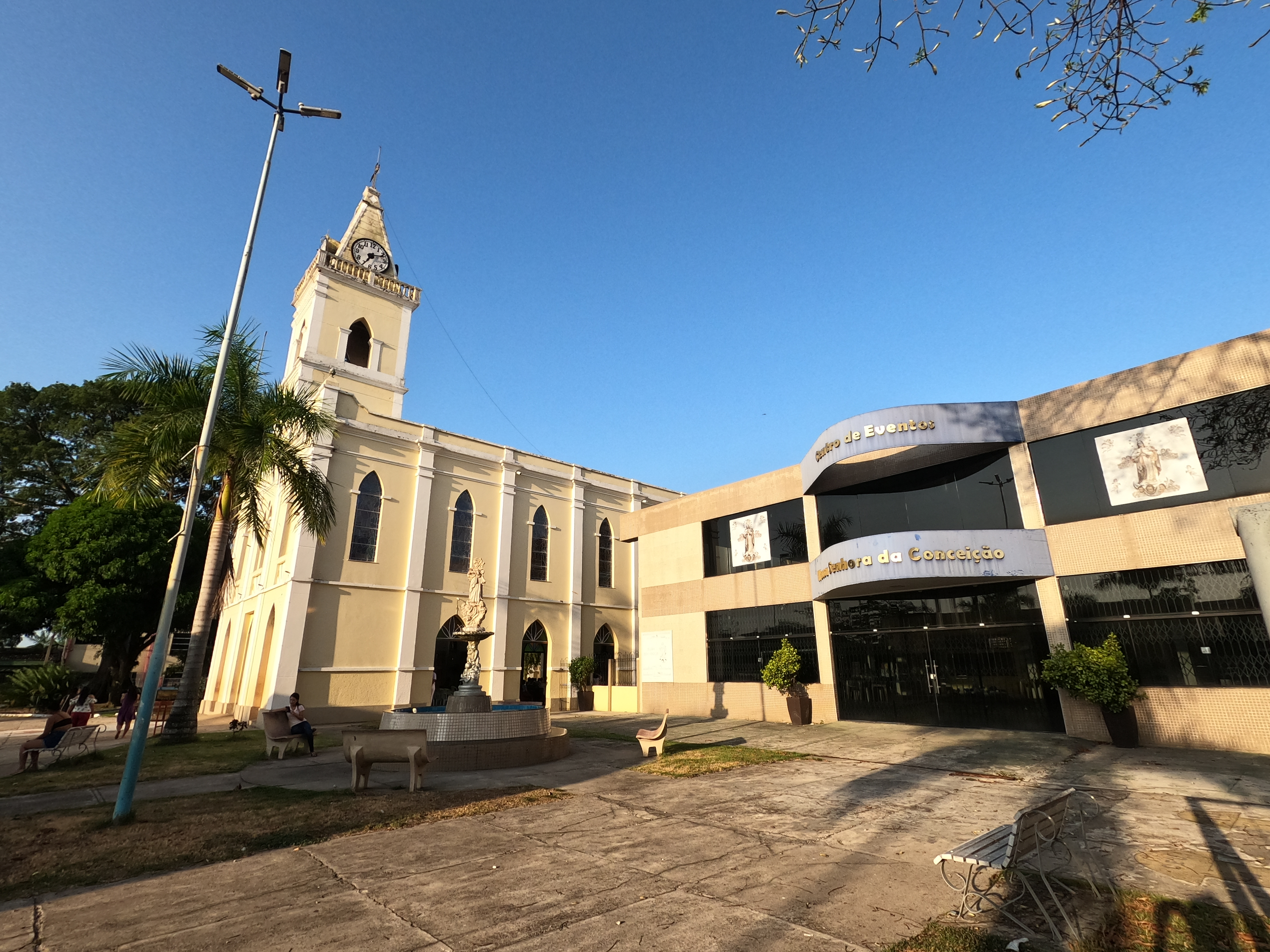
Catedral de Nossa Senhora da Conceição

A Prelazia de Abaeté do Tocantins (Territorialis Praelatura Abaëtiensis ad Tocantinsum) foi criada a 25 de novembro de 1961 pela bula Quandoquidem novae do Papa João XXIII, com território desmembrado da Arquidiocese de Belém do Pará.
Foi confiada pela Santa Sé aos cuidados da Sociedade de São Francisco Xavier para as Missões Estrangeiras.
A 8 de agosto de 1981, pela bula Qui ad Beatissimi do Papa João Paulo II, foi elevada a diocese, passando a denominar-se Diocese de Abaetetuba.

## Demografia
Segundo levantamento do Instituto Brasileiro de Geografia Estatística de 2011, a Diocese de Abaetetuba corresponde a uma área de mais de 28 mil quilômetros quadrados, com população de 486 mil pessoas, sendo 71% católicos, e 31 padres.
O território da diocese é de 30.823 km², organizado em 12 paróquias.

## Bispos
Desde a sua criação, sucederam-se quatro bispos:
|    | Nome                       | Período     | Notas                                                        |
| -- | -------------------------- | ----------- | ------------------------------------------------------------ |
| 4º | José Maria Chaves dos Reis | 2013-atual  |                                                              |
| 3º | Flavio Giovenale, S.D.B.   | 1997- 2012  | Nomeado Bispo de Santarém                                    |
| 2º | Angelo Frosi, S.X.         | 1970 - 1995 |                                                              |
| 1º | Giovanni Gazza, S.X.       | 1962 - 1966 | Renunciou, por ter sido eleito superior geral dos Xaverianos |